# Acción Nacional Revolucionaria
Acción Nacional Revolucionaria (ANR) es un asociación política española de carácter fascista y nacionalista. Fue fundada en 2012 y desde entonces ha organizado manifestaciones con otros grupos nacionalistas y actos en honor a la División Azul, unidad de voluntarios españoles que combatió durante la Segunda Guerra Mundial.

## Ideología
Su propuesta política es anticomunista, identitaria y proteccionista, promoviendo "las ayudas sociales para los españoles". Se define a sí misma como nacional-revolucionaria, antisistema y heredera de diferentes vertientes del fascismo, el nacionalsocialismo y el falangismo. No se posicionan en ningún lugar del amplio espectro político, aunque afirman que su nacionalismo está más allá de la extrema derecha, mientras que en cuanto a lo económico y lo social rebasan la extrema izquierda. De ser así, se podría encasillar el ideario de la organización como nacionalbolchevique. También muestran un rechazo total a cualquier movimiento independentista dentro de España, encuadrándose así en el nacionalismo español.
En el 2014 realizó una manifestación a favor de Sector Derecho afuera de la embajada ucraniana en España, y según el periodista Danilo Albin este grupo envió dinero para el partido Svoboda.

## Símbolos
Aparte del logo de Acción Nacional Revolucionaria, los miembros suelen identificarse con cruces célticas (símbolo del neofascismo europeo) sobre la bandera rojigualda o un fondo negro, simbolizando así la oposición a mostrar la bandera blanca y realzando la lucha revolucionaria.